# Miriam Cruz
Miriam Aracelis Cruz Ramirez (17 augustus 1968; Santa Domingo) is een Dominicaans zangeres en actrice/toneelspeelster. Ze is bekend geworden als de leadzangeres van de vrouwelijke merengue- en salsaband Las Chicas Del Can.

## Carrière
Cruz sloot zich op 14-jarige leeftijd aan bij Las Chicas del Can als vervangster van zangeres/oprichtster Belkis Concepcion en ging een succesvolle periode tegemoet. In 1992 werd de groepsnaam gewijzigd tot Miriam y las Chicas. Midden jaren 90 stopte Cruz tijdelijk met zingen om een acteercarrière op te bouwen; zo speelde ze in 2004 in de musical Evita. Vanaf 2001 bracht Cruz solo-albums uit; haar optredens - zonder de nog levende collega-Chicas - zijn nog altijd een succes.

## Albums
| Jaar | Album             | Label                     |
| ---- | ----------------- | ------------------------- |
| 1993 | Nueva Vida        | Karen Records             |
| 2001 | Punto y Aparte    | Sony Discos, Latino Music |
| 2006 | Aquí Estoy        | Pegaso Producciones       |
| 2013 | Siempre Diva      | Lanhut Records            |
| 2015 | Me sacudí         | Lanhut Records            |
| 2016 | Miriam Collection | Lanhut Records            |
| 2017 | Salí de ti        | Lanhut Records            |

## Singles
| Jaar | Nummer                                     | Album                 |
| ---- | ------------------------------------------ | --------------------- |
| 1992 | La loba                                    | Nueva Vida            |
| 1992 | Tómalo tú                                  | Nueva Vida            |
| 1994 | Con agua de sal                            | Miriam Collection     |
| 1992 | Quiero hacerte el amor                     | Super Estelar en vivo |
| 2001 | La guayaba podrida                         | Punto y Aparte        |
| 2011 | Me muero                                   |                       |
| 2013 | Oye                                        | Siempre Diva          |
| 2011 | Es cosa de él                              | Miriam Collection     |
| 2011 | Es necesario                               | Miriam Collection     |
| 2012 | La carnada                                 | Miriam Collection     |
| 2011 | Mi cumpleaños                              | Siempre Diva          |
| 2013 | Muchacho malo                              | Siempre Diva          |
| 2013 | Que ganas de no verte nunca más            | Miriam Collection     |
| 2012 | Mi realidad                                |                       |
| 2013 | Esa loca                                   | Siempre Diva          |
| 2014 | Pobre de ella                              | Me sacudí             |
| 2014 | Vive tu vida contento (Chercha Navideña 2) |                       |
| 2014 | El higuerón ft Krisspy                     | Me sacudí             |
| 2015 | Que me perdone tu señora                   | Me sacudí             |
| 2015 | Me sacudí                                  | Me sacudí             |
| 2016 | Yo me cuido sola                           | Salí de ti            |
| 2016 | Salí de ti                                 | Salí de ti            |
| 2017 | La gran tirana                             | Salí de ti            |
| 2017 | Lo bueno cuesta                            | Salí de ti            |
| 2020 | No creo en el                              |                       |

- Library of Congress Control Number: n2004067506
- MusicBrainz: 794463a5-16a7-4122-be6d-a356f8c371d3
- Virtual International Authority File: 65864127
- WorldCat: E39PBJc7VqXk6gxYMMpHr778md